# Инсектициды
Инсектици́ды (от лат. insectum «насекомое» + лат. caedo «убиваю») — химические препараты, предназначенные для уничтожения насекомых. Применяются при дезинсекции.

## Классификация инсектицидов по месту и объекту применения

#### Инсектициды для растений
- концентрат эмульсии. Разводится в воде согласно инструкции. Проникают внутрь растения и распространяются по тканям. Защищают корни, побеги, листья, цветы культур от колорадского жука и других вредителей
- водно-диспергируемые гранулы. Добавляются в воду для получения раствора для обработки
- порошковые. Существуют вариации смачиваемого порошка. Требуют особых условий хранения
- фумиганты. Распыляются в воздухе за счёт испарения

#### Инсектициды для помещений
- порошкообразные инсектициды. Рассыпают по местам, где были замечены насекомые, или разводят в воде и заливают в щели. Уничтожают клопов, муравьев, тараканов и других насекомых.
- жидкие средства. Составом обрабатываются щели, вентиляция, плинтус, оконные проемы. Токсичны для человека и животных
- аэрозоли. Составом обрабатываются детали кровати, плинтус, подоконники, щели.
- фумиганты. Как правила инсектициды этого типа поставляются в форме многослойных бумажных пластин для фумигаторов и в форме сосудов с жидкостью и пористым стежнем. Заправляются в бытовые электрические фумигаторы, за счёт нагрева встроенным в фумигатор электрического нагревателя испаряются. Как правило используются для уничтожения летающих насекомых — комаров, москитов, мух.

#### Средства от педикулеза (вшей) для человека
- шампуни. Просты в применении. Необходимо распределить состав по волосам и смыть через указанное в инструкции время. После обработки вшей и гнид вычесывают гребешком. Учитывайте возраст, с которого можно применять шампунь. Некоторые марки подходит для детей с 5 лет, другие — с полгода.
- спреи. Распределяются по волосам, выдерживаются указанное время, после чего смываются шампунем. Могут практически не иметь запаха в отличие от шампуней.
- лосьоны. Втираются в кожу, после смывается, а гниды вычесываются. Различаются по времени ожидания результата: от 10 минут до 8 часов.

#### Средства от блох для животных
- капли. Средство капают на холку животного или между лопаток. Так они не смогут дотянуться до места обработки языком. Не все капли для кошек подходят для собак.
- спреи. Шерсть обрабатывается полностью. Избегайте попадания в глаза, уши и рот животного.
- шампуни. Питомца намыливают полностью, избегая попадание в глаза
- ошейники. Действует от 4 до 7 месяцев. Может вызвать аллергию у животного

## Классификация по принципу действия
В зависимости от путей, которыми инсектициды проникают в организм насекомого, их разделяют на 4 группы — кишечные, контактные, системные, фумиганты.
Кишечные инсектициды, попадающие в организм насекомого путём орального входа, — большинство неорганических соединений мышьяка (арсенаты кальция, магния, бария, свинца), кремнефториды и фториды металлов, тиодифениламин, а также некоторые специальные препараты (эйланы, митин, ирган и др.), которые используются для защиты тканей, шерсти и меха от моли.
Контактные инсектициды, проникающие в организм насекомого через кожные покровы, — органические соединения фосфора, хлора, азота и серы, пиретрины и пиретроиды, антисмысловые олигонуклеотиды (например биологические инсектициды).
Системные, или внутрирастительные, инсектициды поглощаются корнями и листьями растений, перемещаются по сосудистой системе растения с питательными веществами и делают растения ядовитыми для паразитирующих насекомых. Таковы метилмеркаптофос, фосфамид, неоникотиноиды. Системные инсектициды (фосфорорганические) используют также для борьбы с эктопаразитами животных (после введения препарата кровь животного становится токсичной для насекомых), дератизации (погибают животное-носитель инсектицида и его переносчики-паразиты). Для борьбы с вшивостью у человека в исключительных случаях применяют бутадион. При однократном приеме кровь человека в течение двух недель сохраняет инсектицидные свойства.
Дыхательные инсектициды, или фумиганты, попадают в организм насекомых в парообразном или газообразном состоянии через трахейную систему в процессе дыхания. К ним относятся, например, бромистый метил, гексахлорбутадиен, дихлофос и фосфин. В эту же группу можно включить тонкоразмеленные силикаты и минеральные масла, нарушающие функции дыхательных органов насекомых.
Принятая классификация инсектицидов условна, поскольку большинство из них может проникать в организм насекомого одновременно несколькими путями. В связи с этим некоторые препараты относят к той или иной группе, учитывая основной путь поступления их в организм насекомого.
Кроме того, инсектициды классифицируются по методам применения (опрыскивание, опыление, фумигация, протравливание и тому подобное) и форме выпуска (дусты, эмульсии или суспензии, смачиваемые порошки и прочее).
Кроме химических инсектицидов также существуют биологические. Это узкоспециализированные микроорганизмы и продуцируемые ими специфические биотоксины направленного действия, предназначенные для борьбы с имаго и личинками вредоносных насекомых, клещей и комаров.

#### Ларвициды
Большинство инсектицидов убивают и личинок, и взрослых насекомых. Однако есть инсектициды, активные против личинок, но не действующие на взрослые формы, например ингибиторы синтеза хитина. Такие вещества называются ларвицидами (от лат. larva «личинка» + лат. caedo «убиваю»). Дифлубензурон является членом данного класса, используемым прежде всего для борьбы с гусеницами, являющимися вредителями. Наиболее успешными инсектицидами в этом классе являются ювениоиды. Из них наиболее широко используется метопрен. Он не имеет наблюдаемой острой токсичности у крыс и одобрен Всемирной организацией здравоохранения (ВОЗ) для использования в цистернах питьевой воды для борьбы с малярией. Большинство его применений предназначено для борьбы с насекомыми, взрослая особь которых является вредителем, включая комаров, нескольких видов мух и блох. Два очень похожих продукта, гидропрен и кинопрен, используются для борьбы с такими видами, как тараканы и белокрылки. Метофен был зарегистрирован в EPA в 1975 году. Практически никаких сообщений о сопротивлении не было. Более поздним типом росторегуляторов является агонист MIMIC, который используется в лесном хозяйстве для контроля гусениц, которые гораздо более чувствительны к его гормональным эффектам, чем другие формы насекомых.

#### Бактериальные и вирусные инсектициды
Bacillus thuringiensis — бактериальное заболевание, которое поражает чешуекрылых и некоторых других насекомых. Токсины, продуцируемые штаммами этой бактерии, используются как ларвицид против гусениц, жуков и комаров. Токсины из Saccharopolyspora spinosa выделяются из ферментаций и продаются как Spinosad. Поскольку эти токсины мало влияют на другие организмы, они считаются более экологически чистыми, чем синтетические пестициды. Токсин B. thuringiensis (токсин Bt) внедряется непосредственно в растения посредством использования генной инженерии.
Другие биологические инсектициды включают продукты на основе энтомопатогенных грибов.

## Экологический вред

### Воздействие на нецелевые виды
Некоторые инсектициды убивают или наносят вред другим существам помимо тех, для кого они предназначены. Например, птицы могут отравиться, съев пищу, которую недавно опрыскали инсектицидами, или ошибочно приняв гранулу-инсектицид на земле за нечто съедобное.
Распылённый инсектицид может дрейфовать из местности, в которой он используется, в районы дикой природы, особенно когда он распыляется с самолётов.

### Вред от ДДТ для птиц
Распространение ДДТ было обусловлено желанием заменить более опасные или менее эффективные альтернативы. ДДТ был введён для замены соединений свинца и мышьяка, которые широко использовались в начале 1940-х годов.
Рейчел Карсон в своей книге «Безмолвная весна» привлекла всеобщее внимание к этому соединению. Одним из побочных эффектов ДДТ является уменьшение толщины скорлупы яиц хищных птиц. Из-за этого яйцо становится непригодным для развития в нём птенца, что уменьшает популяцию птиц. Это происходит с ДДТ и родственными соединениями из-за процесса биоаккумуляции, где химическое вещество, благодаря его стабильности и растворимости в жирах, накапливается в жировой ткани. Кроме того, ДДТ может биомагнифицироваться (притягивать новые дозы вещества из окружающей среды при его наличии в организме), что вызывает прогрессивно более высокие концентрации в жире тела животных дальнейшей пищевой цепи. Запрет на широкое использование ДДТ и связанных с ним химических веществ позволил некоторым из этих птиц, таким как сапсан, восстановить численность в последующие годы. Ряд хлорорганических пестицидов был запрещён в большинстве случаев во всём мире. В глобальном масштабе они контролируются через Стокгольмскую конвенцию о стойких органических загрязнителях. К ним относятся: альдрин, хлордан, ДДТ, дильдрин, эндрин, гептахлор, мирекс и токсафен.

### Вред для пчёл
Инсектициды могут убивать пчёл, которые опыляют растения, и вызывать синдром разрушения пчелиных семей, при котором рабочие пчёлы внезапно исчезают. Потеря опылителей означает уменьшение урожайности медоносов. Сублетальные дозы некоторых инсектицидов (например, имидаклоприд и другие неоникотиноиды) влияют на пчеловодство.